# Vzdušný parní kočár

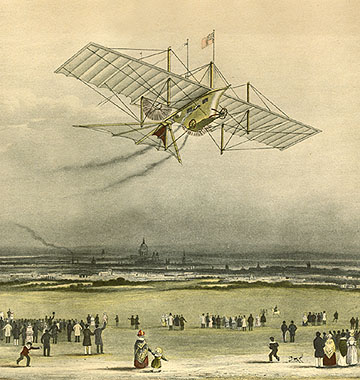
Hensonův vzdušný parní kočár z roku 1843 (fiktivní reklamní zobrazení)

Vzdušný parní kočár (jinak zvaný Ariel) byl létající stroj patentovaný v roce 1842, u kterého se předpokládalo, že bude létat s cestujícími. Ve skutečnosti nebyl letu schopen, protože jeho těžký parní stroj nedokázal dodat k letu dostatek energie. Mnohem úspěšnější byl následující model z roku 1848, který dokázal uletět malé vzdálenosti uvnitř hangáru. Vzdušný parní kočár měl ale i tak pro letectví význam, protože se jednalo o přechod mezi testováním kluzáků a experimentům s lety s pohonnou jednotkou.

## Specifikace
Ariel měl být jednoplošník s rozpětím křídel 46 metrů, hmotností 1400 kg a poháněn pro tyto účely speciálně vytvořením nízkohmotnostním parním strojem o výkonu 37 kW (50 HP). Nosná plocha křídel měla být 420 m² a dalších 140 m² na ocase. Vynálezci doufali, že by letoun mohl dosáhnout rychlosti 50 mil za hodinu a nést 10 – 12 cestujících na vzdálenost do 1600 km. Startovat měl z nakloněné rampy. Podvozek byl tříkolový.

## Patent 9478

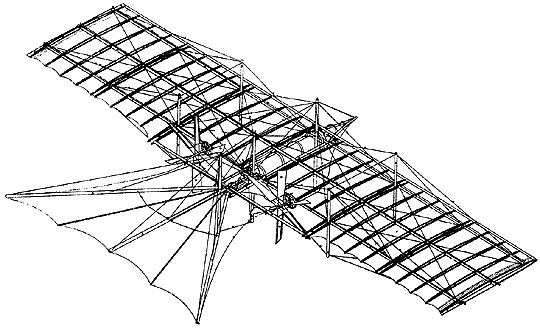
Patentová kresba Arielu

William Samuel Henson (1812–1888) a John Stringfellow (1799–1883) obdrželi v roce 1842 na letoun britský patent 9478.

## Aerial Transit Company

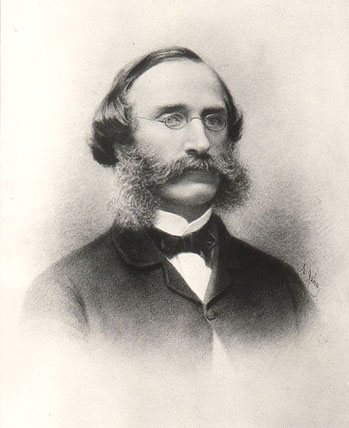
William Samuel Henson (1812–1888)

William Samuel Henson, John Stringfellow, Frederick Marriott, a D.E. Colombine se spojili v roce 1843 dohromady jako společnost Aerial Transit Company za účelem zkonstruování létajícího stroje. Henson postavil model v určitém měřítku, který následně uskutečnil jeden váhavý skok mimo svůj vodící drát. Pokusy o let byly mezi lety 1844 a 1847 neúspěšně prováděny s malým modelem i jeho větším bratrem o rozpětí 6,1 metru.
Firma podle patentu plánovala „přepravovat poštu, zboží a cestující vzduchem z místa na místo.“
Při pokusu o získání investorů a podpory v britském parlamentu firma zahájila veřejnou kampaň, při které ukazovala obrázky Arielu v exotických místech, ale nepodařilo se jim získat potřebnou investici. V tisku se objevovaly spekulace, že Ariel je podvod či hoax.

## Odkaz Arielu
- Ariel se objevuje na řadě známek z různých zemí, obvykle jako část sérií známek o historii aviatiky.
- V 60. letech 20. století byl v Londýně provozován hotel The Ariel, který se specializoval na ubytovávání lidí cestujících letadlem. Toto jméno mělo přímou souvislost s letounem Hensona a Stringfellowa.[5]